# Зарница (радиолокационная станция)
«Зарница» — малогабаритная обзорная радиолокационная станция для торпедных катеров. Назначение — обнаружение надводных целей и выработка данных для управления торпедной атакой. Первая советская корабельная станция, которая обслуживалась одним человеком.
Разработана согласно постановлению Совета Министров СССР от 10 июля 1946 года в НИИ-10. Главный конструктор — А. К. Балаян.
По результатам Государственных испытаний, проводившихся на Черноморском флоте в апреле — июне 1948 года, дальность обнаружения эскадренного миноносца составила 75 каб, тральщика — 58…93 каб, торпедного катера — 34 каб, подводной лодки в крейсерском положении — 26…27 каб, в позиционном положении — 20…25 каб, самолёта на высоте 100…300 м — 90…170 каб (в зависимости от курса полёта). Разрешающая способность по дальности — 0,85 каб, по направлению — 20°. Максимальная ошибка определения координат по дистанции — 1,38 каб, по курсовому углу — 2°. Мертвая зона — 1,7 каб.
Аппаратура станции выполнена в виде компактных блоков общей массой 57 кг. Антенное устройство размещалось на мачте, основные блоки — на палубе катера. Длина излучаемой волны — 10 см, мощность излучения — 80 кВт.
За эту работу А. К. Балаян и коллектив сотрудников удостоены званий лауреатов Государственной премии СССР.
На основе РЛС «Зарница» в начале 1950-х годов был создан корабельный радиолокационный дальномер «Штаг-Б».